# Марченко Євгеній Вікторович
Євгеній Вікторович Марченко — старший солдат Збройних Сил України, учасник російсько-української війни, що загинув у ході російського вторгнення в Україну в 2022 році.

## Життєпис
Євгеній Марченко народився 8 вересня 1998 року в селі Олександрівка Лубенського району на Полтавщині. У 2015 році закінчив Михнівську загальноосвітню школу. У 2018 році Євген був призваний до лав ЗСУ. Ніс військову службу у Дніпрі, пізніше підписав контракт, термін якого спливав у травні 2022 року. Служив сапером та начальником сховища взводу Державної спецслужби транспорту. Загинув 20 квітня 2022 року під час артилерійського обстрілу в Запорізькій області. Попрощалися із загиблим 22 квітня 2022 року біля будинку культури в рідному селі.

## Родина
У загиблого залишилися мати та молодша сестра.

## Нагороди
- Орден «За мужність» III ступеня (2022, посмертно) — за особисту мужність і самовіддані дії, виявлені у захисті державного суверенітету та територіальної цілісності України, вірність військовій присязі[3].